# Royal Observatory, Cape of Good Hope
Das Royal Observatory, Cape of Good Hope (deutsch Königliches Observatorium am Kap der Guten Hoffnung) ist die älteste kontinuierlich existierende wissenschaftliche Einrichtung in Südafrika. Es wurde 1820 vom britischen Board of Longitude gegründet und bildet heute das Hauptgebäude des South African Astronomical Observatory.
Das Observatorium befindet sich auf einem kleinen Hügel 5 Kilometer südöstlich des Zentrums Kapstadts im Stadtteil Observatory. Im Laufe des 20. Jahrhunderts entstand in der Gegend ein Vorort der Stadt, der nach dem bereits existierenden Observatorium benannt wurde. Das Observatorium wurde im Dezember 2018 zum Nationalen Kulturerbe erklärt und war auch Gegenstand einer ICOMOS/IAU-Fallstudie als UNESCO-Welterbe.

## Geschichte

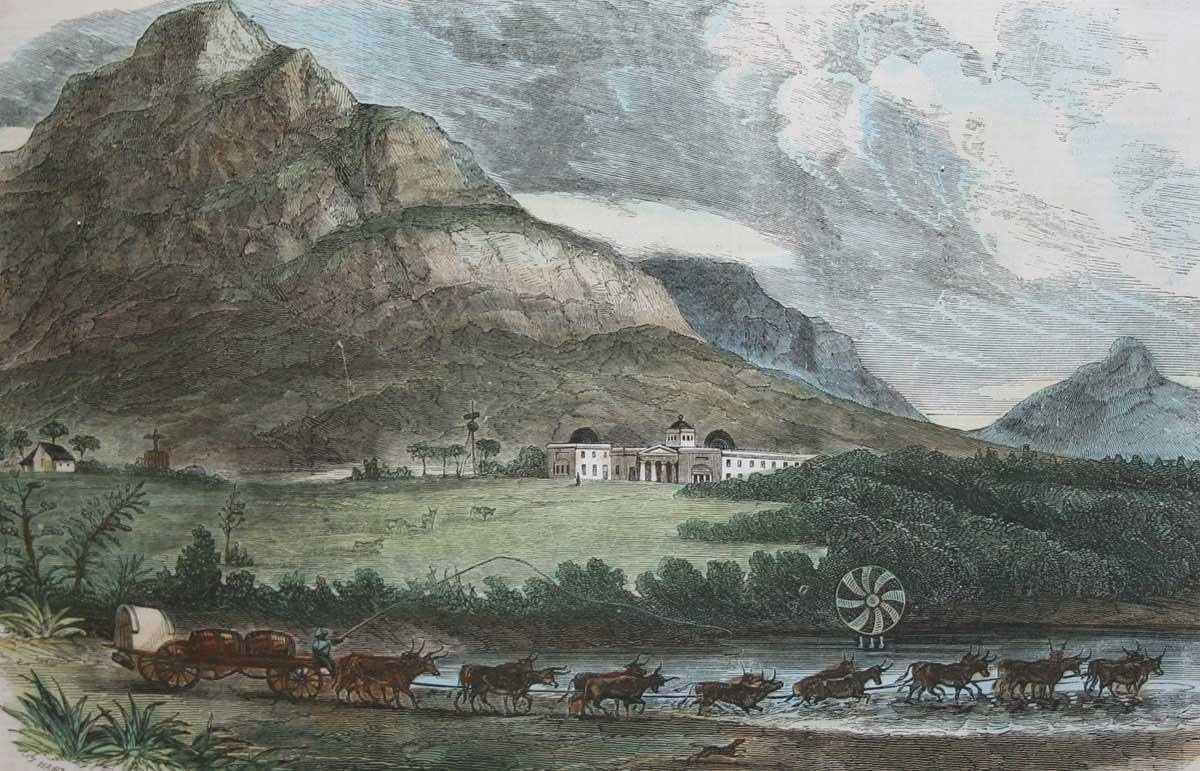
Das Observatorium 1857

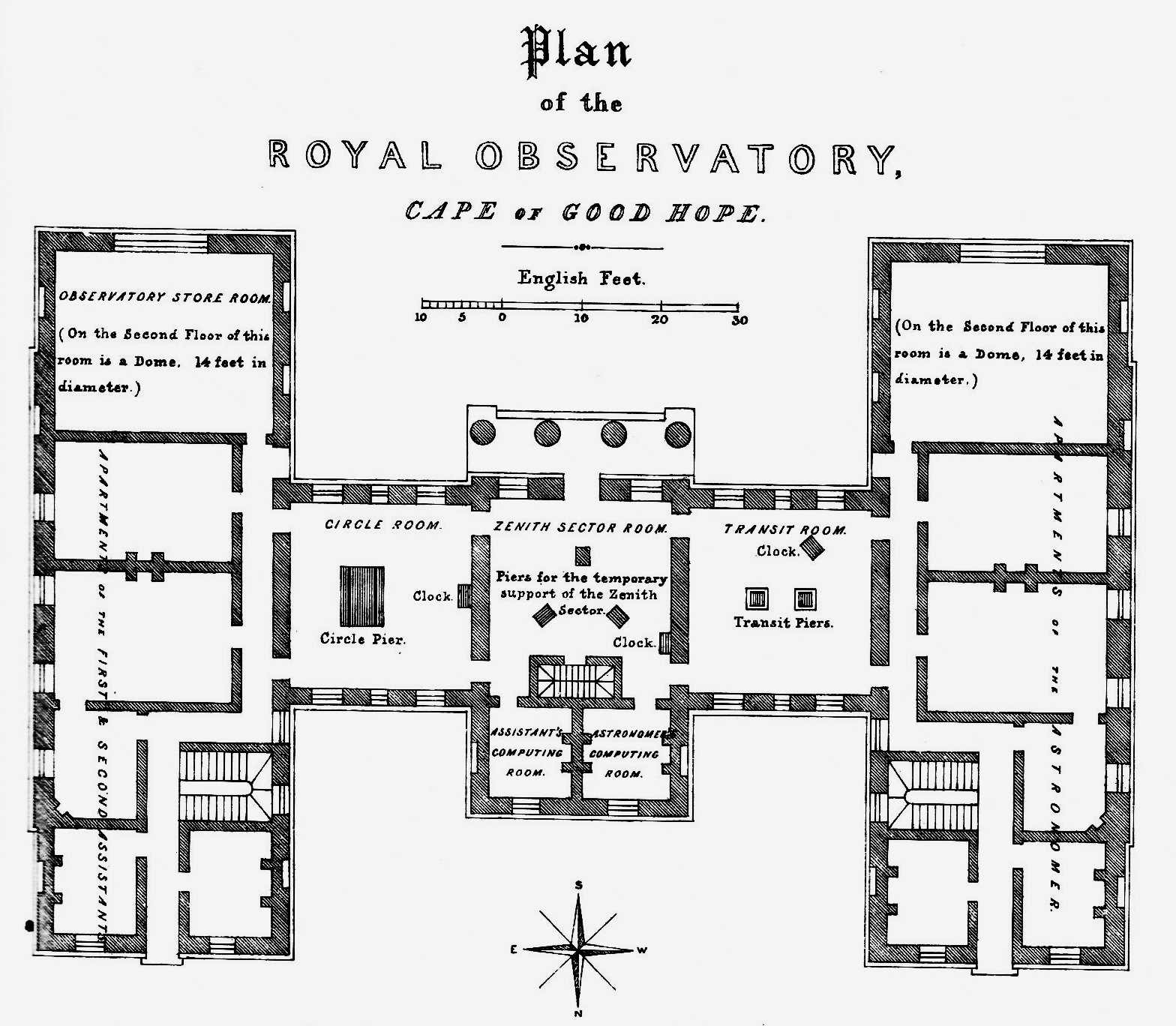
Plan des Gebäudes des Observatoriums, ca. 1840.

Der Vorschlag für ein südliches Observatorium stammte aller Wahrscheinlichkeit nach von derselben Gruppe von Menschen, die die Royal Astronomical Society im Vereinigten Königreich gegründet hatten. Die offizielle Gründung erfolgte am 20. Oktober 1820 durch einen Beschluss von König George IV. des Vereinigten Königreichs. Es blieb eine eigenständige Einheit, bis es 1972 mit dem Johannesburg Observatory zusammengelegt wurde, um das heutige South African Astronomical Observatory zu bilden. Der Standort ist heute Sitz des South African Astronomical Observatory.
In Übereinstimmung mit seinem Mandat war die Haupttätigkeit des Observatoriums die Astrometrie, es war für die Veröffentlichung vieler Kataloge von Sternpositionen verantwortlich. Im 20. Jahrhundert wandte es sich teilweise der Astrophysik zu, aber in den 1950er Jahren hatten die Lichter der Stadt Kapstadt die Arbeit an schwachen Objekten unmöglich gemacht. Deshalb wurde nach einem neuen Standort in der Karoo-Halbwüste gesucht. Eine Vereinbarung, um dies zu ermöglichen, wurde am 23. September 1970 ratifiziert. Trotzdem blieben bis in die 1990er Jahre mehrere Teleskope in Betrieb. Diese werden heute nur noch selten genutzt, außer bei Veranstaltungen zur Öffentlichkeitsarbeit. Alan Cousins war der letzte ernsthafte Beobachter, der vom Standort des Royal Observatory aus arbeitete.
Das Royal Observatory war für eine Reihe bedeutender Ergebnisse in der Geschichte der Astronomie verantwortlich. Der zweite HM-Astronom, Thomas Henderson, machte mit Unterstützung seines Assistenten, Leutnant William Meadows, die ersten Beobachtungen, die zu einer glaubwürdigen Sternparallaxe führten, nämlich von Alpha Centauri. Als Entdecker der Sternparallaxe verlor er jedoch die Priorität an Friedrich Wilhelm Bessel, der seine eigenen (späteren) Beobachtungen von 61 Cygni veröffentlichte, bevor Henderson dazu kam dies zu tun.
Um 1840 maß Thomas Maclear den umstrittenen Meridian von Nicolas-Louis de Lacaille neu und zeigte, dass dessen geodätische Messungen korrekt waren, die nahe gelegenen Berge jedoch seine Breitengradbestimmungen beeinflusst hatten.
1882 erstellte David Gill Langzeitbelichtungen des großen Kometen dieses Jahres C/1882 R1, die die Anwesenheit von Sternen im Hintergrund zeigten. Dies veranlasste ihn, in Zusammenarbeit mit J.C. Kapteyn aus Groningen die Cape Photographic Durchmusterung (CPD) durchzuführen, den ersten mit fotografischen Mitteln erstellten Sternenkatalog. 1886 schlug er Admiral Ernest Mouchez vom Pariser Observatorium einen internationalen Kongress zur Erstellung eines fotografischen Katalogs des gesamten Himmels vor. 1887 fand dieser Kongress in Paris statt und führte zum Projekt Carte du Ciel. Dem Kapobservatorium wurde die Zone zwischen den Deklinationen −40 Grad und −52 Grad zugewiesen. Das Projekt der Carte du Ciel gilt als Vorläufer der Internationalen Astronomischen Union.
1897 entdeckte Frank McClean, ein enger Freund von Gill und Spender des McClean-Teleskops, das Vorhandensein von Sauerstoff in einer Reihe von Sternen mithilfe eines objektiven Prismas, das am astrographischen Teleskop angebracht war.
Im Jahr 1911, Jakob Karl Ernst Halm, damals Chefassistent, legte ein Pionierpapier zur Sternendynamik vor, in dem er vermutete, dass die von Kapteyn entdeckten Sternströme aus einer Maxwellschen Verteilung der Sterngeschwindigkeiten stammen. Diese Veröffentlichung enthält auch den ersten Vorschlag, dass Sterne einer Masse-Leuchtkraft-Beziehung gehorchen.
Ein späterer HM-Astronom des 20. Jahrhunderts, H. Spencer Jones, war in einem internationalen Projekt zur Bestimmung der Sonnenparallaxe durch Beobachtungen des Asteroiden Eros.
In der zweiten Hälfte des 20. Jahrhunderts stellte Alan Cousins sehr genaue Standards für UBV auf und führte ein weit verbreitetes System der VRI-Photometrie ein, das internationale Anerkennung für seine Präzision genoss.
Im Jahr 1977 wurde die Bedeckung des Sterns SAO 158687 von Joseph Churms vom ehemaligen Royal Observatory beobachtet, diese Beobachtungen lieferten die Bestätigung der Ringe des Uranus, die Elliot et al. aus dem Kuiper-Airborne-Observatory-Flugzeug entdeckt hatte. Während des 19. Jahrhunderts wurde das Observatorium als Hauptberater der Kolonialregierung in wissenschaftlichen Fragen angesehen. Es diente als Aufbewahrungsort für Standardgewichte und -maße der Kolonie und war für die Zeitmessung und geodätische Vermessung verantwortlich. Ein magnetisches Observatorium wurde 1841 gebaut, aber im folgenden Jahrzehnt brannte dieses nieder. Das Observatorium verfügt auch über eine lange Reihe von meteorologischen Aufzeichnungen.
Die Geschichte des Royal Observatory war Gegenstand mehrerer Publikationen.

## Astronomen am Kap der Guten Hoffnung

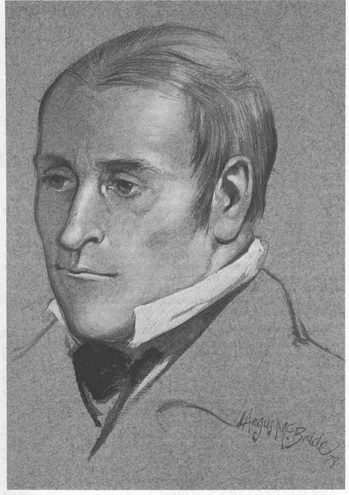
Thomas Henderson. Astronom seiner Majestät am Kap der Guten Hoffnung, 1831–1833

Die Direktoren des Royal Observatory waren als Astronomen Seiner oder Ihrer Majestät (His or Her Majesty’s Astronomers) am Kap bekannt. Sie waren wie folgt:
- Fearon Fallows 1820–1831
- Thomas Henderson 1831–1833
- Thomas Maclear 1833–1870
- Edward James Stone 1870–1879
- David Gill 1879–1907
- Sydney Samuel Hough 1907–1923
- Harold Spencer Jones 1923–1933
- John Jackson 1933–1950
- Richard Hugh Stoy 1950–1968
- George Alfred Harding 1969–1971

Andere bekannte Astronomen am Kap der Guten Hoffnung:
- Charles Piazzi Smyth 1835–1845. Später königlicher Astronom für Schottland.
- William Lewis Elkin 1881–1883. Später Direktor von Yale University Observatory.
- Frank McClean[4] 1895–1897. Entdecker von Sauerstoff in Sternen.
- Willem de Sitter 1897–1899. Später ein berühmter Kosmologe und Direktor der Sternwarte Leiden.
- Robert Thorburn Ayton Innes 1897–1903. Entdecker des nächsten Sterns und späterer Direktor des Union-Observatorium.
- Jakob Karl Ernst Halm[5] 1907–1927. Entdecker der Masse-Leuchtkraft-Beziehung und Pionier der Sternendynamik.
- Joan George Erardus Gijsbertus Voûte. Später Gründer und Direktor des Bosscha-Observatoriums.
- Alan William James Cousins 1947–1971. Bekannter Astrofotometrist.
- David Stanley Evans 1951–1968. Bekannt für die Barnes-Evans-Relation.

## Gebäude
Im Jahr 2011 wurde eine Erhebung über das Kulturerbe durchgeführt und eine vollständige Liste der Gebäude des Observatoriums erstellt.

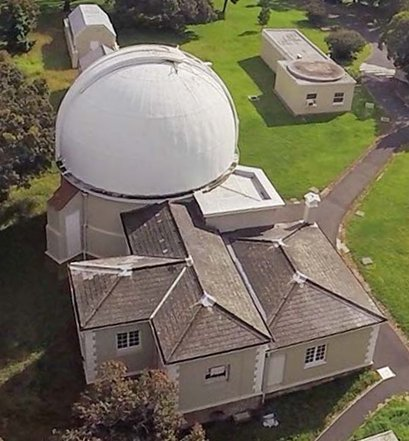
McClean-Gebäude

- Hauptgebäude, fertiggestellt 1828. Greek-Revival-Stil; Architekt John Rennie. Hier befinden sich heute Büros und eine bemerkenswerte astronomische Bibliothek.
- Sonnenteleskop-Gebäude, 1849 (ehemals 7-Zoll-Merz-Teleskop-Gebäude). Seine Kuppel dreht sich auf Kanonenkugeln.
- Heliometer, 1888 (jetzt mit 18-Zoll-Reflektor). Die Kuppel (von Howard Grubb) wurde für die Durchluft-Belüftung entwickelt.
- McClean, 1896, entworfen von Herbert Baker als Labor (heute Astronomisches Museum). Hydraulisch angetriebener Steigboden. Kuppel von T. Cooke & Sons von York.
- Astrograf, 1889. Kuppel von Howard Grubb.
- Passageninstrument 1905 (6 Zoll). Jeweils zwei Kollimator- und Mark-Häuser.
- Technisches Gebäude (ca. 1987)
- Auditorium, ursprünglich als Reparaturwerkstatt für optische Instrumente während des Zweiten Weltkriegs gebaut.

## Teleskope
Historisch gesehen enthielt das Hauptgebäude einen 10 Fuß langes Passageninstrument von Dollond und einen 6 Fuß großen von Thomas Jones. Diese wurden 1855 durch einen 8-Zoll-Passageninstrument ersetzt, der von George Biddell Airy, königlicher Astronom in Greenwich, entworfen wurde. Das Airy-Instrument wurde 1950 entfernt.
Einige Teile dieser Teleskope befinden sich im Astronomischen Museum des Observatoriums.

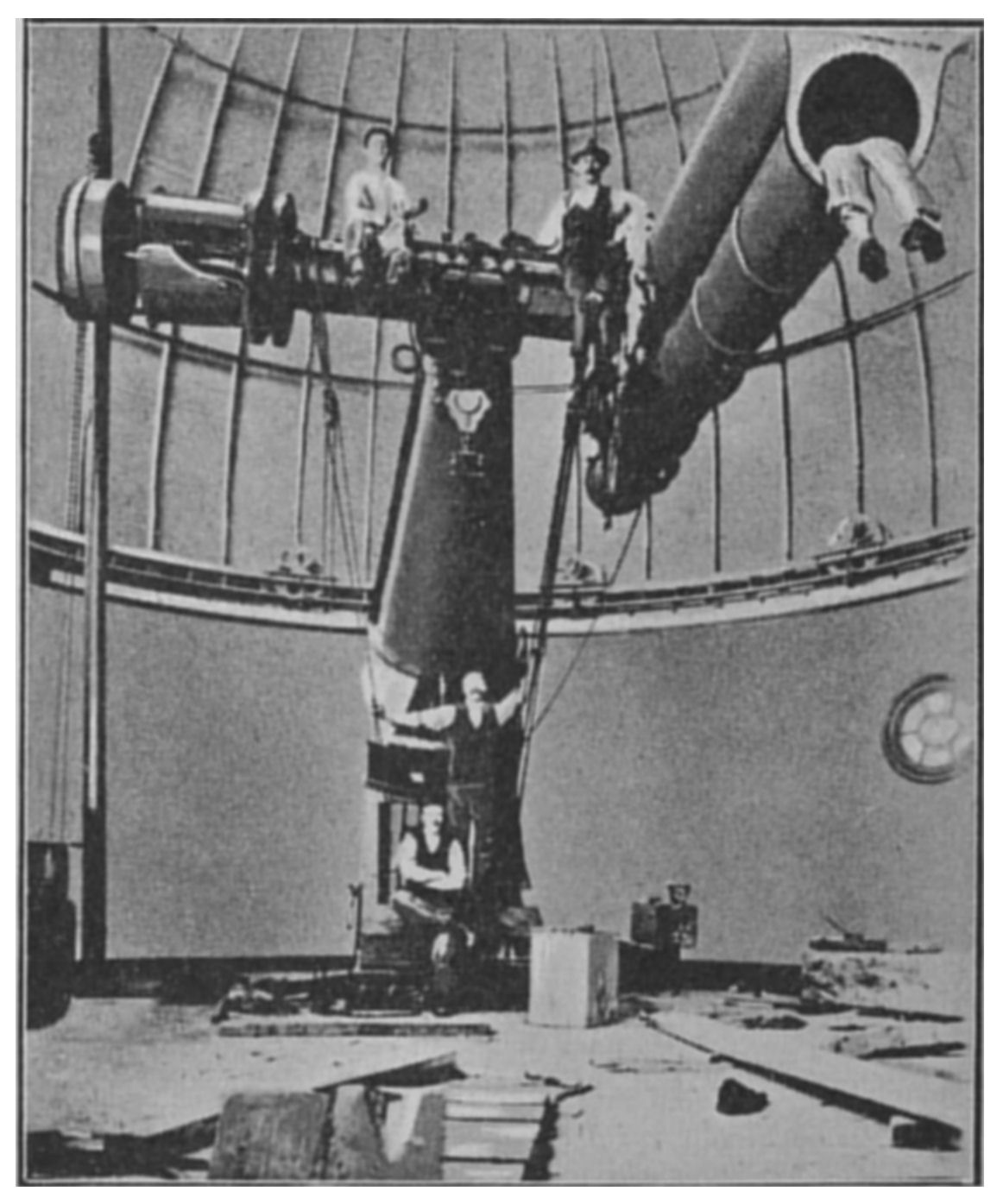
Victoria Refraktor

- 4-Zoll-Sonnenteleskop (1875) von Dallmeyer.
- 6-Zoll-Refraktor (1882) Howard Grubb.
- Astrograf, 1889 (13-Zoll-Foto- und 10-Zoll-Führungsrefraktoren von Howard Grubb). Wird für die Cape Astrograf Zone verwendet (siehe oben) und von F. McClean für die Spektroskopie verwendet.
- McClean- oder Victoria-Refraktor (18-Zoll-visuelle, 24-Zoll-Foto- und 8-Zoll-Führungsrefraktoren von Howard Grubb).[7]
- 6-Zoll-Passageninstrument 1905. Entworfen von David Gill und konstruiert von Troughton & Simms. Wird unter anderem für den südlichen Teil des Fundamentalkatalogs FK4 verwendet.
- 18-Zoll-Reflektor von Cox, Hargreaves und Thomson, 1955. Das Führungstrefraktor ist ein 7-Zoll-Merz.

Ein 40-Zoll-Reflektor von Grubb Parsons wurde 1964 installiert, 1972 jedoch nach Sutherland gebracht.

## Astronomisches Museum
Das ehemalige spektroskopische Labor des McClean-Teleskops wurde 1987 in ein Museum umgewandelt, wobei die ursprünglichen Einrichtungen aus dem 19. Jahrhundert erhalten blieben. Das Gebäude enthält noch die originalen hydraulischen Geräte zum Anheben des Beobachtungsbodens und eine Dunkelkammer, die Proben von Dunkelkammergeräten enthält, die aus verschiedenen Kuppeln entnommen wurden, nachdem die Fotografie nicht mehr verwendet wurde. Zu den ausgestellten Gegenständen zählen Teleskopmodelle, Messgeräte, Altazimutinstrumente von Dollond (1820) und Bamberg (um 1900), Rechenmaschinen, frühe Bürogeräte, frühe elektronische Geräte, Objektive von frühen Teleskopen, einschließlich der fotografischen Teleskope von Gill, ein Uhrwerk-Teleskopantrieb, eine Signalpistole, Chemieausrüstung usw.

## Natur der Umgebung
Der Standort des Royal Observatory befindet sich im Two Rivers Urban Park, einem Feuchtgebiet. Das darunter liegende Gestein ist Malmesbury-Schiefer mit einer Zone aus Grauwacke und Quarzitkalkstein. Ein Teil der ursprünglichen Ökologie ist erhalten und beherbergt eine Vielzahl von Tieren und Pflanzen. Es ist die nördliche Grenze der Westleopardenkröte (Bufo Pantherinus) und der einzige verbleibende natürliche Lebensraum der seltenen Schwertlilie, Moraea aristata.